# Семейство разгонных блоков Д
Семейство разгонных блоков Д — семейство разгонных блоков (верхних ступеней) или блок разбега КА, происходящих от блока «Д» — пятой ступени космического ракетного комплекса Н1-Л3, предназначенного для полёта на Луну советских космонавтов. 

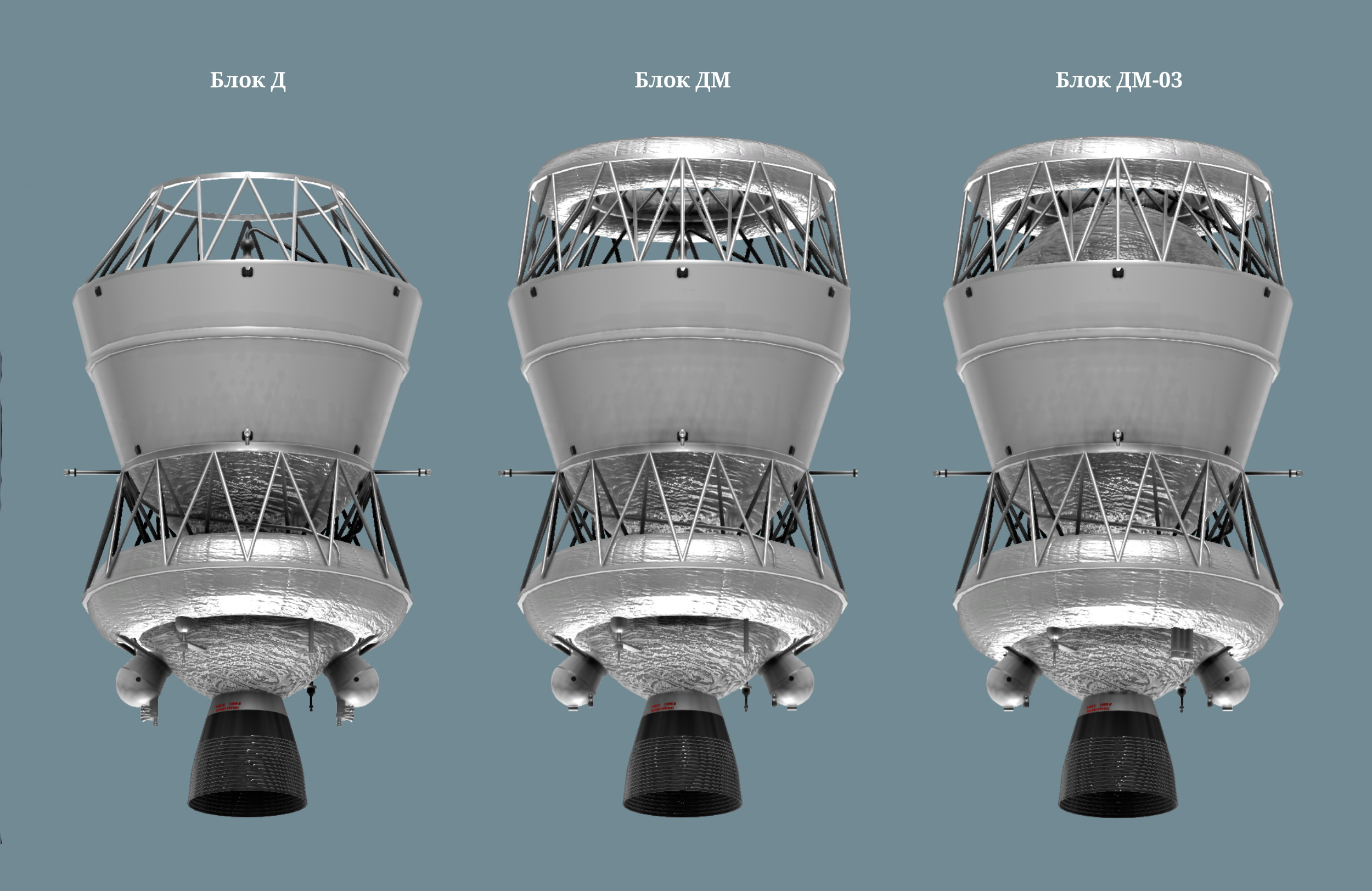
Варианты конфигурации Блока Д

В качестве разгона ракеты - носителя используется заправка керосином для доставки космонавтов на орбиту. Вначале сбрасываются ступени, и только потом головной обтекатель спускаемого аппарата, в финале возвращаемый на Землю, выводится на заданную орбиту, которую предварительно рассчитывают сотрудники ЦУП - святой святых РКК. Датчики контролируют пульс, сердцебиение, частоту дыхания, температуру тела, на пультах управления и экраны телеметрии задаётся траектория посадки в квадрате. 
Используют в качестве топлива пару жидкий кислород — керосин, при этом допускается заправка «синтином» без переделки конструкции.

## История создания
В составе штатного комплекса блок «Д» отвечал за перевод связки ЛК-ЛОК с траектории перелёта на окололунную орбиту, за перевод ЛК с окололунной орбиты на посадочную траекторию, а также за коррекции при перелёте (блоки «А», «Б» и «В» — первые три ступени ракеты Н-1, выводившие комплекс на низкую опорную орбиту, блок «Г» разгонял экспедицию к Луне). Поэтому максимальное число запусков двигателя блока «Д» (он имеет индекс 11Д58, или РД-58 в некоторых источниках) было равно семи, а время жизни блока «Д» было равно 7 суткам. Для этого кислородный бак имел форму сферы и был снабжён теплоизоляцией. Кроме того, он заправлялся охлаждённым до −200 °C кислородом (температура кипения −183 °C), что позволяло дополнительно уменьшить потери на испарение, и, вдобавок, увеличивало плотность жидкого кислорода, экономя необходимый объём бака. Бак керосина имел тороидальную форму и был наклонён на 3 градуса, для упрощения конструкции топливозаборника. Тяга двигателя 11Д58 составляла 8,5 тс.

## Применение
В связи с неготовностью ракеты Н-1 было принято решение о программе облёта Луны без высадки с помощью ракеты УР-500К. Для этого был разработан космический корабль 7К-Л1, заимствовавший часть систем с орбитального корабля 7К-ОК, известного как «Союз». Чтобы придать кораблю необходимую скорость, трёхступенчатая УР-500К была снабжена четвёртой ступенью — блоком «Д», заимствованным с ракеты Н-1.
Под названиями «Зонд-5»…«Зонд-8» корабль 7К-Л1 четырежды облетал Луну, но без космонавтов («Зонд-4» был запущен в противоположную от Луны сторону на высокоэллиптическую орбиту с высотой апогея около 330 000 км).
Ракета УР-500К, получившая имя «Протон», вместе с блоком Д и дальше использовалась для запуска лунных станций «Луна-15»…«Луна-24», и межпланетных станций «Венера-9»…«Венера-16», «Марс-2»…«Марс-7», «Вега» и «Фобос». В 1974 году начались полёты и на геостационарную орбиту для вывода спутников связи «Горизонт», «Радуга», «Экран».
Требования к блоку Д в составе лунного комплекса не вполне подходили для АМС и спутников связи, потому проект модифицировали для повышения грузоподъёмности и снижения стоимости. Новый блок назвали ДМ. Он имел время работы всего до 9 часов, а количество перезапусков двигателя было ограничено тремя. Это позволило избавиться от теплоизоляции на баке кислорода, и части блоков системы обеспечения запуска.
Для разнообразия полезных нагрузок были разработаны ДМ-2, ДМ-03. Для работы в составе комплекса «Зенит-3SL» была разработана модификация ДМ-SL. Вместо керосина, блок ДМ может использовать в качестве горючего синтетический углеводород «синтин», что увеличивает удельный импульс его двигателя с 358 до 361 с.
Использование блока ракеты «Протон» подходит к концу — он заменяется блоком «Бриз-М», но в программе «Морской старт» блок ДМ-SL (в программе «Наземный старт» используется ДМ-SLБ) будет использоваться и дальше. Это связано с тем, что «Бриз-М» использует те же компоненты топлива, что и ракета «Протон», а блок ДМ, наоборот, соответствует ракете «Зенит». Интересно, однако, что для выведения спутников «Глонасс-М» («Ураган-М») на круговые орбиты высотой около 20 000 км блок ДМ обеспечивает более высокую точность выведения, чем «Бриз-М», и поэтому его использование на ракете «Протон-М» прекратится, видимо, только после окончательной замены спутников «Глонасс-М» на новые негерметичные аппараты «Глонасс-К», лётные испытания которых начались в феврале 2011 года. Тем не менее, 5 декабря 2010 года был осуществлён первый запуск новой модификации блока ДМ (11С861-03) с увеличенной заправкой и большей грузоподъёмностью. Блок ДМ-03 был использован для запуска тройки спутников «Глонасс-М», при этом вывод на орбиту завершился неудачно.
Отношение к выводу из эксплуатации блока ДМ несколько изменилось после аварий РБ «Бриз-М» в 2006 году при запуске «Арабсат-4А» и в 2008 году при запуске АМС-14, и, возможно, блок ДМ останется в эксплуатации для подстраховки и как опция для коммерческих заказчиков.
19 августа 2012 года разгонный блок ДМ-SL установил рекорд по точности выведения при запуске.

## Модификации

### Блок Д (11С824)
Прототипом данного блока, является блок «Д», разработанный ОКБ-1, в качестве пятой ступени комплекса Н1-Л3, части советской лунно-посадочной пилотируемой программы и межпланетных станций «Венера-9»…"Венера-16", «Марс-2»…"Марс-7", «Вега» и «Фобос». В этом варианте блок Д не имел собственной системы управления, управление осуществлялось из СУ космического аппарата.
На блоке «Д» комплекса Л3 устанавливался двигатель 11Д58 разработки ОКБ-1.
Двигатель 11Д58, выполненный по замкнутой схеме, впервые должен был обеспечивать многократный запуск в условиях космического пространства и невесомости с помощью раскрутки бустерного бакового турбонасосного агрегата окислителя сжатым газом из автономной газобаллонной секции пневмогидросистемы пуска блока «Д». В процессе пневмозапуска насос окислителя создавал значительный напор (около 10 кг/см²), что обеспечивало надёжное заполнение неохлажденного тракта окислителя жидким кислородом и начальный уровень расхода газогенераторного газа через турбину основного ТНА, необходимые для выхода двигателя на нормальный режим. Такая схема обеспечивала минимальные потери кислорода на захолаживание ДУ. Для уменьшения теплового притока к окислителю (переохлажденный кислород с температурой до −193 °C) была принята сферическая форма бака окислителя с экранно-вакуумной теплоизоляцией, а все соединения выполнены с помощью тепловых мостов. Бак горючего, внутри которого располагался двигатель, имел форму тора. На блоке впервые были применены технические решения, которые впоследствии стали классическими в ракетной технике (например, использование баковых преднасосов, входящих в состав двигателя, и хранение гелия в баллонах, погруженных в жидкий кислород, и др.)

### Блок ДМ (11С86)

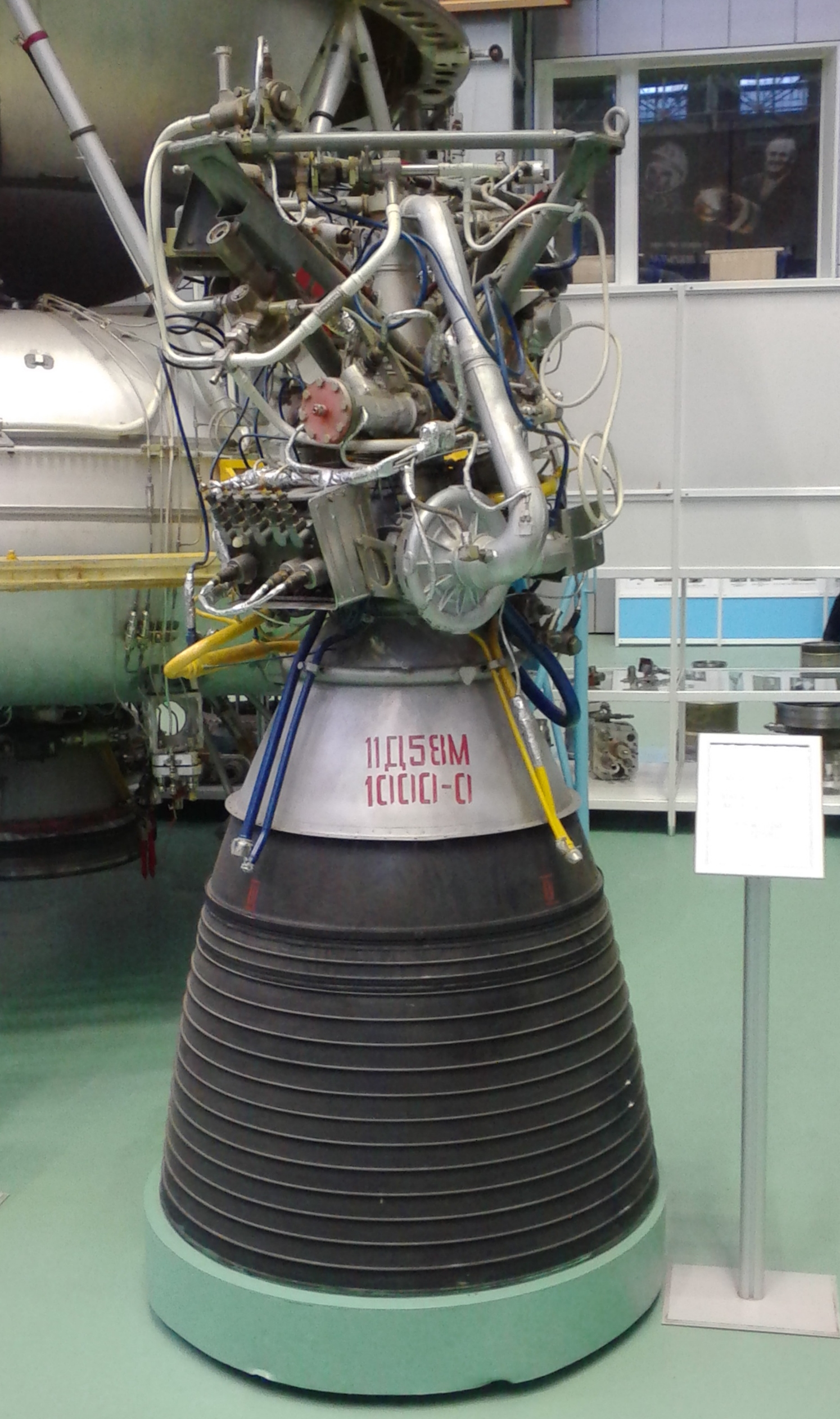
Двигатель 11Д58М

Модификация блока Д, разработанная для выведения на геостационарную орбиту спутников связи и телевидения, разработки КБ ПМ (Главный конструктор М. Ф. Решетнёв).
Спутники связи не имели аппаратуры управления ракетным блоком, поэтому блок Д был оснащен самостоятельной системой управления, расположенной в герметичном приборном отсеке тороидальной формы, в котором также размещалась аппаратура телеметрии и командной радиолинии. Приборный отсек был установлен на специальной ферме над баком окислителя и имел систему терморегулирования. На блоке Д был установлен двигатель 11Д58М, разработанный в НПО «Энергия» под руководством Б. А. Соколова. Данный двигатель серийно изготавливается на Воронежском механическом заводе.
Модифицированный разгонный блок имел время активного существования 9 часов, и количество запусков двигателя было ограничено тремя. В настоящее время[когда?] используются разгонные блоки моделей ДМ-2, ДМ-2М и ДМ-03 производства РКК «Энергия», у которых количество включений было увеличено до 5.
Разработка
Разработка блока ДМ началась в 1969 году. Блок этой модификации с 3 августа 1973 года по 30 июля 1975 года прошёл шесть огневых испытаний, в процессе которых блок заправлялся по два-три раза, а двигатель включался по 4—5 раз. Эксплуатируется с РН «Протон» с 1974 года.
Характеристики
- Масса блока ДМ сухая: 3420 кг
- Масса элементов, отделяемых в полёте: 1090 кг
- Масса КА, выводимых на ГСО: до 2600 кг
- Заправляемый запас компонентов топлива: 15 050 кг
- Длина: 6280 мм
- Ширина (диаметр): 3700—4100 мм[8]
- Тяга двигателя 11Д58М (в пустоте): 8550 кгс
- Удельная тяга (в пустоте): 361 с

Блок ДМ состоит из:
маршевого двигателя;
двух двигательных установок стабилизации и ориентации;
сферического бака окислителя;
тороидального бака горючего;
приборного отсека;
аппаратуры командно-измерительного комплекса;
отделяемых в полете нижнего и среднего переходников.
Подтвержденная надежность двигателя 0,997 при доверительном уровне 0,9. Каждый двигатель проходит контрольные испытания без переборки с использованием прогрессивных средств диагностирования технического состояния.

#### Коммерческие блоки
Разработка коммерческих блоков на базе блока ДМ началась в 1993 году.
Коммерческие блоки получили обозначение в виде двух исходных букв ДМ и номера модификации, связанных с необходимостью доработки под конкретную иностранную коммерческую нагрузку В конструкторской документации этот номер пишется сразу после букв ДМ без пробела, в отличие от официальных названий блоков 11С861-01, принятых военно-космическими силами (ВКС). В официальных названиях исходные буквы и номер модификации пишутся через дефис (Д-2, ДМ-2, ДМ-2М). Существование двух систем похожих обозначений породило немало путаницы.
Первоначально каждый разгонный блок проектировался под конкретную полезную нагрузку. Это объяснялось небольшим количеством контрактов на коммерческие запуски с помощью РН «Протон-К», ограниченных квотой в пять пусков. В порядке заключения контрактов блоки получили обозначения: для КА Inmarsat 3 — ДМ1, для трёх пусков КА Iridium — ДМ2, для КА Astra IF — ДМ3 и для КА Tempo FM1 — ДМ4. В связи с тем, что крепление семи КА Iridium требовало установки диспенсера большого диаметра, в качестве прототипа блока ДМ2 был взят не 11С861-01, а ещё не использовавшийся тогда РБ 17С40. На этом блоке верхняя силовая ферма, на которой крепится адаптер системы разделения, имеет больший диаметр, чем на блоках серии 11С861.

##### ДМ3
ДМ3 — коммерческий вариант блока ДМ, изначально предназначавшийся для вывода КА типа Astra IF. Разгонным блоком ДМ3 было успешно выведено множество иностранных коммерческих спутников. 25 декабря 1997 года КА Asiasat-3 не был выведен на заданную орбиту из-за неисправности РБ.

##### ДМ4
ДМ4 — коммерческий вариант блока ДМ, изначально предназначавшийся для вывода КА типа Tempo FM1.

### Блок ДМ-2 (11С861)
Блок ДМ-2 использует однокамерный двигатель 11Д58M на компонентах топлива жидкий кислород — керосин. Первый запуск блока ДМ-2 состоялся 12 октября 1982 года, когда на близкую к круговой орбиту были выведены два первых спутника серии «Ураган» и габаритно-весовой макет третьего спутника.. Разгонный блок ДМ-2 успешно вывел международную астрофизическую обсерваторию «Интеграл».

### Блок ДМ-2М (ДМ-2-01, 11С861-01)
Блок ДМ-2М имеет повышенные энергетические характеристики и использует двигатель 11Д58С. Эта модификация ДУ в качестве горючего использует синтетическое топливо «синтин». Новая модификация блока 11С861-01 впервые использовалась 20 января 1994 года. Этот блок отличается от своего предшественника уменьшением в некоторых местах числа слоев теплоизоляционного покрытия, изменениями в системе управления и пр. За счет этого масса блока снизилась на 120 кг. Массу же выводимых на стационарную орбиту аппаратов удалось поднять до 2500 кг. Разгонный блок 11С861-01 использовался для выведения российских спутников «Экспресс».

### Блок ДМ-03 (11С861-03)
Блок ДМ-03 — один из основных российских разгонных блоков, предназначенных для проведения запусков космических аппаратов с низкой околоземной на высокоэнергетические орбиты, включая геостационарную, высококруговые и высокоэллиптические орбиты, а также отлетные траектории к Луне и планетам Солнечной системы.

### Блок 14С48 («Персей»)
14С48 — модернизированный вариант разгонного блока 11С861-03 с двигателем 11Д58М, который создавался в рамках ОКР «Двина-ДМ» по заказу Роскосмоса для РН «Протон-М» с последующей адаптацией его к «Ангаре-А5» и другим перспективным РН тяжелого класса. Но поскольку эксплуатация «Протонов» должна завершиться в 2026 году, работы по ОКР «Двина-ДМ» были прекращены, и дальнейшая модернизация разгонного блока проводится уже в рамках ОКР «Персей-КВ» только для РН «Ангара-А5». Так, ОКР «Персей-КВ» предполагает создание комплекса разгонного блока для «Ангары-А5» на космодроме Плесецк. В перспективе, согласно Федеральной космической программе России на 2016—2025 годы, аналогичный комплекс (ОКР «Орион») будет строиться на космодроме Восточный.
При создании базового модуля разгонного блока 14С48 были использованы наработки с РБ 11С861-03, 452ГК и 314ГК.А18. Так, в новом «разгоннике» увеличены топливные баки, изменилась пневмогидросистема. Его отработкой изначально занимался ОАО «Красмаш», но впоследствии производство было передано Воронежскому механическому заводу.
В начале декабря 2018 года «Красмаш» отгрузил первый летный образец 14С48. В 20-х числах декабря в РКК «Энергия», которая является разработчиком 14С48, с завода «Красмаш» был доставлен базовый модуль первого разгонного блока. В 2019 году в ЦНИИмаш намечаются вибропрочностные испытания макета нового разгонного блока. В течение 2019 года году специалистам РКК «Энергия» предстоит дооборудовать и испытать РБ 14С48 перед предстоящим в четвёртом квартале 2019 года использованием в ходе второго пуска ракеты «Ангара-А5». В декабре 2020 года стало известно, что запуск «Ангары-А5» с РБ «Персей» состоится в 2021 году.
27 декабря 2021 года с космодрома Плесецк состоялся третий испытательный пуск тяжёлой ракеты-носителя «Ангара-А5» с разгонным блоком «Персей». РБ «Персей» с макетом полезной нагрузки штатно отделился от ракеты-носителя, но не вышел на заданную геостационарную орбиту высотой 36 тыс. км. По данным Командования воздушно-космической обороны Северной Америки (NORAD) на низкой околоземной орбите высотой 179 × 201 км появился объект 50505/2021-133A, элементы орбиты которого соответствуют времени запуска «Ангары-А5». Спустя двое суток после запуска «Ангары» на сайте celestrak.com, отслеживающем околоземные объекты, фиксируемые NORAD, присутствовали уже 4 объекта.

### Блок ДМ-УЗ (14С49)
14С49 — дальнейшая модернизация разгонного блока 14С48 с двигателем 11Д58МФ с улучшенными энергетическими характеристиками и увеличенной заправкой топливом для использования в пусках «Ангары-А5» (не ранее третьего пуска в рамках летно-конструкторских испытаний данной РКН).
Характеристики
- Масса блока ДМ сухая: 3140 кг,

в том числе сбрасываемые отсеки:
- средний переходный отсек 700 кг
- съемный отсек 250 кг
- нижний переходник 290 кг
- Заправляемый запас компонентов топлива: 18 900 кг
- Компоненты топлива: жидкий кислород и нафтил
- Длина: 6160 мм
- Ширина (диаметр): 4100—4350 мм
- Тяга двигателя 11Д58МФ (в пустоте): 5000 кгс
- Удельная тяга (в пустоте): 372 с

### Блок ДМ-5 (17C40)
Блок ДМ-5 — модификация блока ДМ, разработанная для выведения на орбиту тяжёлых космических аппаратов серии «Аракс».

### Блок ДМ-SL
Блок ДМ-SL — модификация блока ДМ, предназначавшаяся в качестве разгонного блока РН «Зенит-3SL», которая используется для запусков по проекту Sea Launch. Считается[кем?] одним из самых «точных» разгонных блоков.
Блок ДМ-SL создан на основе РБ 315ГК, разработанного в РКК «Энергия» в 1980-х годах для РН «Зенит-3». Первый лётный блок ДМ-SL успешно выполнил свою задачу во время демонстрационного запуска РН «Зенит-3SL». Блоки ДМ-SL выпускаются с 1997 года параллельно с РБ ДМ3. В будущем невостребованные блоки серии ДМ3 тоже могут быть переделаны в РБ ДМ-SL.
Характеристики
- Масса конструкции полностью собранного блока: 3,5 т
- Заправляемый запас топлива: 15,1 т
- Тяга маршевого двигателя 11Д58М в вакууме: 8,0 тс
- Количество включений маршевого двигателя: до 5
- Масса ПГ, выводимого на ГСО: 2,5 т[19]

### Блок ДМ-SLБ
Блок ДМ-SLБ — модификация ДМ-SL, переработанная специально для РН «Зенит-3SLБ», используемой для запусков с космодрома «Байконур» по проекту «Наземный старт». Впервые был использован при запуске спутника «Амос-3» в 2008 году.
Характеристики
- Масса конструкции полностью собранного блока: 3,22 т
- Заправляемый запас топлива: 14,58 т
- Тяга маршевого двигателя в вакууме: 8,103 тс
- Количество включений маршевого двигателя: до 3

## Характеристики
| Характеристики семейства разгонных блоков Д | Характеристики семейства разгонных блоков Д | Характеристики семейства разгонных блоков Д | Характеристики семейства разгонных блоков Д | Характеристики семейства разгонных блоков Д | Характеристики семейства разгонных блоков Д | Характеристики семейства разгонных блоков Д | Характеристики семейства разгонных блоков Д | Характеристики семейства разгонных блоков Д | Характеристики семейства разгонных блоков Д | Характеристики семейства разгонных блоков Д | Характеристики семейства разгонных блоков Д | Характеристики семейства разгонных блоков Д |
| Название                                    | Индекс ГУКОС                                | Масса РБ                                    | Масса РБ                                    | Топливо                                     | Запас топлива, т                            | Маршевый двигатель                          | Тяга в вакууме, тс                          | Кол-во включений двигателя                  | Масса ПГ на ГСО, т                          | Масса ПГ на ГСО, т                          | Масса ПГ на ГСО, т                          | Начало эксплуатации                         |
| Название                                    | Индекс ГУКОС                                | на Земле                                    | в космосе                                   | Топливо                                     | Запас топлива, т                            | Маршевый двигатель                          | Тяга в вакууме, тс                          | Кол-во включений двигателя                  | Протон-К                                    | Протон-М (3-го этапа)                       | Зенит-2S                                    | Начало эксплуатации                         |
| ------------------------------------------- | ------------------------------------------- | ------------------------------------------- | ------------------------------------------- | ------------------------------------------- | ------------------------------------------- | ------------------------------------------- | ------------------------------------------- | ------------------------------------------- | ------------------------------------------- | ------------------------------------------- | ------------------------------------------- | ------------------------------------------- |
| ДМ-2                                        | 11С861                                      | 3,2                                         | 2,3                                         | керосин + жидкий кислород                   | 15,1                                        | 11Д58М                                      | 8,5                                         | до 5                                        | 2,4                                         |                                             |                                             | 1982                                        |
| ДМ-2М                                       | 11С861-01                                   |                                             | 2,2                                         | керосин + жидкий кислород                   | 15,1                                        | 11Д58С                                      | 8,5                                         | до 5                                        | 2,5                                         |                                             |                                             | 1994                                        |
| ДМ-03                                       | 11С861-03                                   | 3,245                                       | 2,35                                        | керосин + жидкий кислород                   | 18,7                                        | 11Д58М                                      | 8,5                                         | до 5                                        | 2,95                                        | 3,44                                        |                                             | 2007                                        |
| ДМ-SL                                       |                                             | 3,5                                         |                                             | керосин + жидкий кислород                   | 15,1                                        |                                             | 8,0                                         | до 5                                        |                                             |                                             | 2,5                                         |                                             |
| ДМ-SLБ                                      |                                             | 3,22                                        |                                             | керосин + жидкий кислород                   | 15,58                                       |                                             | 8,103                                       | до 3                                        |                                             |                                             |                                             | 2008                                        |